# Faro de Cabo Cullera

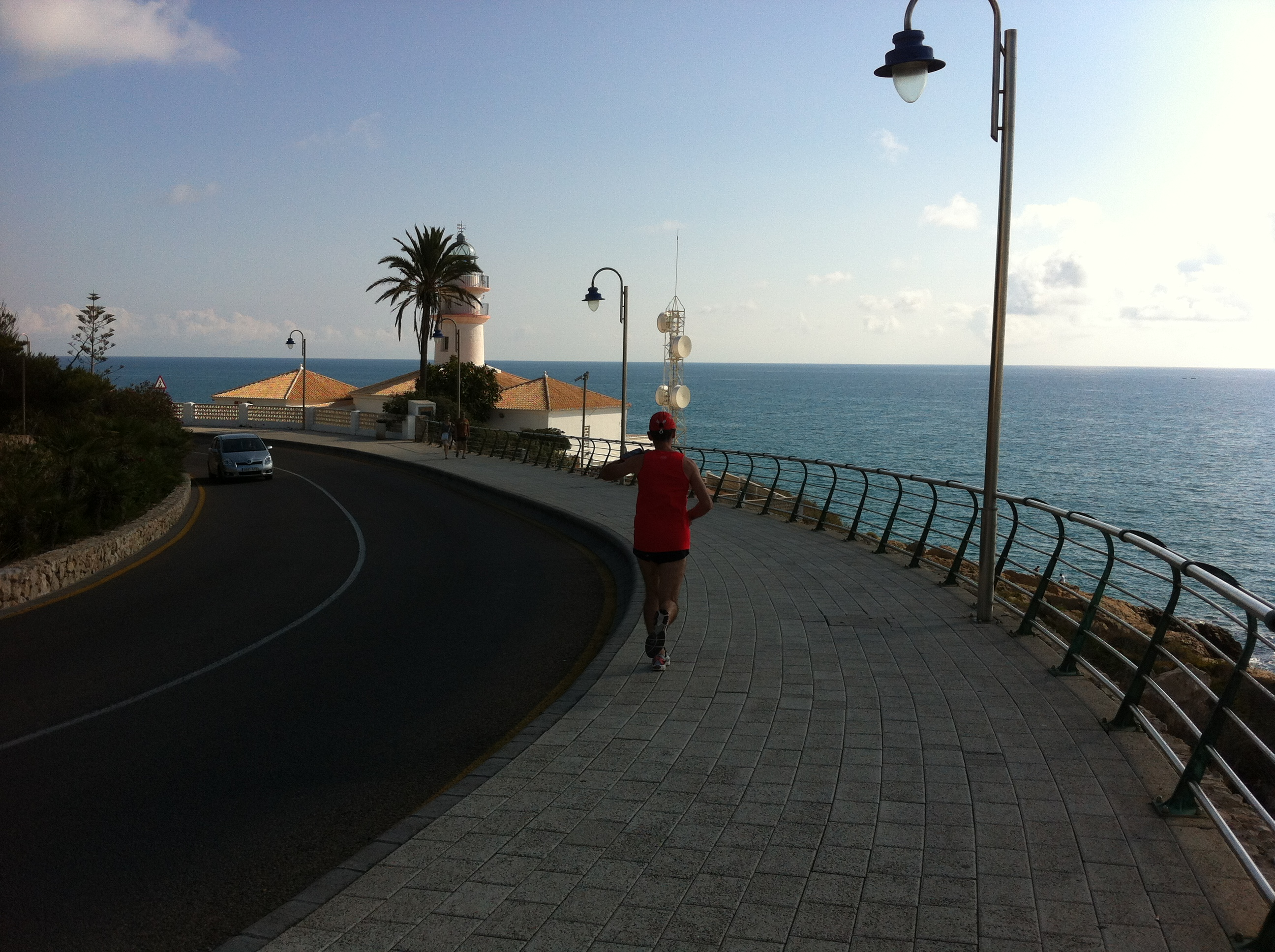
Faro de Cullera en la actualidad.

El faro de Cullera es uno de los faros que forman parte del golfo de Valencia. El faro se encuentra entre situado entre el cabo de San Antonio en  Cullera hacia el sur, y el puerto de Valencia en dirección norte. El Faro de Cullera es una construcción edificada en 1858. El Faro se encuentra a una distancia de 22 metros de la orilla del mar y con una elevación de 20 metros. La singularidad de la construcción ha dado lugar a la denominación del espacio circundante como la pedanía de El Faro en el municipio de Cullera.

## Historia

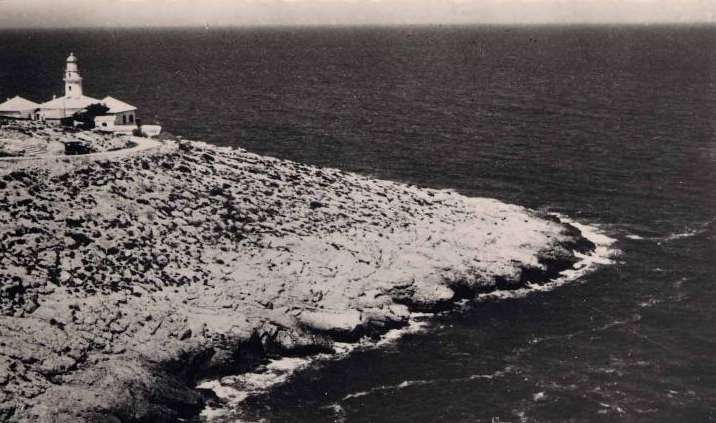
Vista del faro de Cullera en los años 50 del siglo XX

El 1 de agosto de 1858 finaliza su construcción y se produce el encendido por primera vez la lámpara de su farola. La lámpara se encontraba alimentada por aceite de oliva. En 1880 se sustituyó por parafina y en 1901 por una lámpara que utilizaba petróleo. En 1919 se sustituye por un sistema de incandescencia por vapor de petróleo a presión. En el mismo año se incorpora un juego de pantallas interiores giratorias que permite extender la señal a todo su ámbito por medio de ocultaciones equidistantes. El 5 de octubre de 1931 finaliza la electrificación  y se sustituyen los sistemas de combustión por electricidad para el alumbrado de la farola del Faro.
Durante la Guerra civil española se ordena por el Comité de Defensa Antiaérea el cese del alumbrado del faro con el fin de no proporcionar información ante desembarcos o bombardeos. En el Faro se instala un servicio de observación semafórica y una central telefónica para proteger la línea de costa.
Una de las reformas importantes del Faro se encuentra en el periodo entre 1954 y 1960 ya que su señal se convierte en aeromarítima. A partir de ese momento la señal pasa a ser de tres destellos cada 20 segundos realizados por una nueva linterna y su mecanismo de rotación.

## Características
El edificio del faro se encuentra formado por un edificio circular rematado con una torre cónica con unas construcciones de una altura a cada uno de sus lados. La torre del faro es de planta circular y tiene en su parte superior una barandilla circular donde se ubica la farola. Toda la construcción se encuentra pintada de color blanco.